# Isodontia formosicola
Isodontia formosicola là một loài côn trùng cánh màng trong họ Sphecidae, thuộc chi Isodontia. Loài này được Strand miêu tả khoa học đầu tiên năm 1913.